# Vạn Bách Lâm
Vạn Bách Lâm (chữ Hán giản thể:万柏林区, âm Hán Việt: Vạn Bách Lâm khu) là một quận thuộc thành phố Thái Nguyên, tỉnh Sơn Tây, Cộng hòa Nhân dân Trung Hoa. Quận này có diện tích 304,8 km², dân số 500.000 người. Quận Vạn Bách Lâm được chia thành các đơn vị hành chính gồm 13 nhai đạo, 3 hương.
- Nhai đạo: Hòa Bình, Thiên Phong, Hưng Hoa, Hạ Nguyên, Vạn Bách Lâm, Đỗ Nhi Bình, Khai Thành Lý, Nam Hàn, Bách Gia Trang, Đại Hổ Câu, Quan Địa, Đông Xã, Hóa Khách Đầu.
- Hương: Tiểu Tỉnh Dục, Vương Phong, Tây Minh.